# 美丽堡

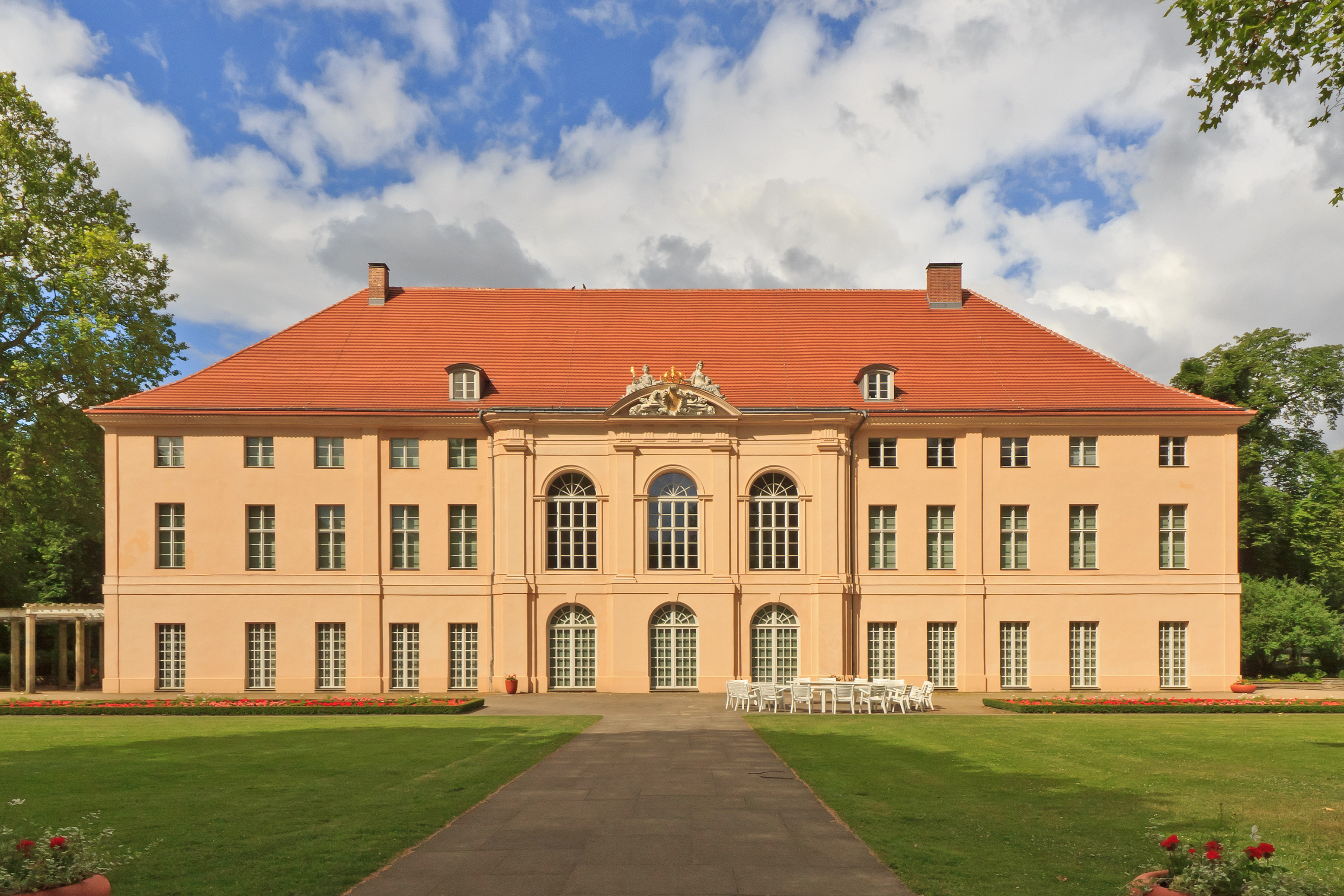
美丽堡

美麗堡，又稱申豪森宮（德語：Schloss Schönhausen），是位於德國柏林潘科区的一處普魯士王國宮殿，因長期用作民主德國的國賓館而著名。2009年後，美麗堡重新對外開放。

## 历史
美麗堡始建於17世紀，是柏林少量歷經二戰戰火留存至今的宮殿建築之一。戰後曾作為民主德國首任總統威廉·皮克的辦公地點，1964年改建為國賓館，接待過英迪拉·甘地、卡斯特羅、戈爾巴喬夫等政界要人。